# Graveworm
Graveworm er et black metal band med stærk indflydelse fra black metal, gothic metal (på ældre album) og death metal (på de to nyeste). Bandet blev grundlagt i Bruneck, Italien, i 1992.
| Musikgruppe | Spire Denne artikel om en musikgruppe er en spire som bør udbygges. Du er velkommen til at hjælpe Wikipedia ved at udvide den. |